# 西秦攻北凉之战
西秦攻北凉之战，南凉灭亡后，西秦与北凉接壤，互相征伐作战。
415年三月，河西王（北凉君主）沮渠蒙逊攻克西秦的广武郡。西秦国王乞伏炽磐派将军乞伏尼寅拦截沮渠蒙逊，沮渠蒙逊攻杀乞伏尼寅。乞伏炽磐又派将军折斐等率骑兵一万据守勒姐岭，沮渠蒙逊将其擒获。五月，乞伏炽磐统率三万大军袭击湟河，沮渠汉平抵抗，派司马隗仁连夜出击乞伏炽磐，把他打败。乞伏炽磐打算撤军，乞伏炽磐再攻，沮渠汉平的长史焦昶、将军段景乞劝说沮渠汉平出城投降。隗仁带领壮士一百占据南门楼，坚决不降，围攻三天没有攻下，最后被乞伏炽磐抓获。乞伏炽磐把他囚禁起来。乞伏炽磐任命左卫将军乞伏匹达为湟河太守，进攻乙弗窟乾。
421年七月，沮渠蒙逊派右卫将军沮渠鄯善、建节将军沮渠苟生率军七千攻打西秦。乞伏炽磐派征北将军乞伏木奕干等率步骑兵五千抵抗，在五涧大败沮渠鄯善，生擒沮渠苟生，斩首二千人。422年七月，沮渠蒙逊派前将军沮渠成都，率军一万，屯驻在五涧。九月，乞伏炽磐派征北将军出连虔等率领六千骑兵袭击沮渠成都。十月，出连虔与沮渠成都交战，生擒沮渠成都。
424年七月，乞伏炽磐派太子乞伏暮末率征北将军木弈干等率领步骑兵三万出击貂渠谷，攻破北凉的白草岭和临松郡，俘虏居民二万余。425年四月，乞伏炽磐派平远将军叱卢犍等袭击北凉临松，擒获北凉镇南将军沮渠白蹄，俘虏临松五千余户至西秦都城枹罕（今甘肃临夏市西南）。426年八月，乞伏炽磐领兵进攻北凉，进至廉川，派乞伏暮末等率步骑三万攻西安（今甘肃张掖市东南），不克，又攻番禾（今甘肃永昌县西）。沮渠蒙逊发兵抵抗，同时派人劝说夏国皇帝赫连昌发兵乘虚攻打枹罕。赫连昌派征南大将军呼卢古率骑兵二万攻苑川（今甘肃榆中县东北），车骑大将军韦伐率骑兵三万攻南安（今甘肃陇西）。乞伏炽磐听说后，急忙收兵还师，九月，留左丞相乞伏昙达守枹罕，而且将境内老弱、畜产迁移至河城（今青海省贵德南，黄河南岸）及莫河仍川（在浇河西南）。韦伐攻克南安，俘西秦秦州刺史翟爽、南安郡太守李亮。原依附于西秦的吐谷浑之慕容握逵等见西秦兵势日衰，于是部众二万帐落叛西秦，逃到昴川，往投吐谷浑王慕璝。十月，昙达在康良山被呼卢古战败。十一月，呼卢古、韦伐联兵进攻枹罕，乞伏炽磐退保定连（今甘肃临夏东南），呼卢古攻入枹罕南城，旋即为西秦镇京将军赵寿生率领三百敢死之士所击退。夏军又攻西秦沙州刺史出连虔于湟河，被其部将乞伏万年击败转攻西平（今青海西宁），俘西秦安西将军库洛干，坑杀士卒5000余人，掠民2万余户而去。
428年六月，沮渠蒙逊利用乞伏炽磐去世的机会，进攻西秦所属的西平，再进攻乐都。西秦的相国乞伏元基率骑兵三千救援乐都。乞伏元基的援兵刚进城，沮渠蒙逊的大军至城下，很快就攻陷了乐都外城，切断了乐都城的水源。东羌部落酋长乞提暗中与城外的北凉军队勾结，北凉士卒登城，纵火焚烧城门，乞伏元基率左右亲军奋击，北凉军才被打退。乞伏炽磐死后，乞伏暮末派将军王伐护送沮渠成都回国。沮渠蒙逊对西秦的做法仍深怀疑虑，就派恢武将军沮渠奇珍，在扪天岭设下埋伏，擒获王伐及三百骑兵回国。不久，又派尚书郎王杼护送王伐返回了西秦，并送给乞伏暮末战马千匹、锦缎绫罗。
十二月，沮渠蒙逊再讨西秦，北凉军至磐夷，遇到乞伏元基率一万五千骑兵阻击。沮渠蒙逊率军回攻西平，西秦征虏将军出连辅政等率领骑兵二千人赶赴救援。429年正月，西秦征虏将军出连辅政率援军未到西平，沮渠蒙逊已攻陷西平城。五月，沮渠蒙逊讨伐西秦，乞伏暮末命乞伏元基留守都城，他自己则退保定连城。沮渠蒙逊大军包围了枹罕，又派世子沮渠兴国进攻定连。六月，乞伏暮末在治城反击沮渠兴国的围攻，生擒沮渠兴国。沮渠蒙逊率军撤退，乞伏暮末追击北凉军，追到谭郊。吐谷浑与沮渠蒙逊合兵讨伐西秦。乞伏暮末派辅国大将军段晖等大败北凉军和吐谷浑汗国的骑兵。